# Richard Hugh Barry
‎
Richard Hugh Barry, britanski častnik, * 1908, † 1999.

## Življenjepis
Barry je bil med letoma 1940 in 1942 odgovoren za izvajanje operacij v sklopu Uprave za posebne operacije (SOE), nakar je med 1943 in 1946 bil načelnik štaba SOE.